# Yanbu
Yanbu' al Bahr (tiếng Ả Rập: ينبع البحر, Yanbuʿ al-Baḥr, "dòng chảy bên biển"), còn gọi tắt là Yanbu, Yambo hay Yenbo, là một thành phố cảng lớn trên biển Đỏ, thuộc về vùng Al Madinah tại miền tây Ả Rập Xê Út. Thành phố nằm cách 300 km về phía tây bắc của Jeddah. Dân số thành phố đạt 188.430 theo số liệu vào năm 2004. Một lượng lớn cư dân thành phố là ngoại kiều làm việc trong các nhà máy lọc dầu và ngành hoá dầu, hầu hết đến từ châu Á.
Yanbu từng có vai trò là một căn cứ tiếp tế và tác chiến cho lực lượng Ả Rập và Anh chống lại Đế quốc Ottoman trong Chiến tranh thế giới thứ nhất. Vào ngày 27 tháng 7 năm 1916, quân đồn trú Ottoman đầu hàng trong cuộc bao vây Yanbu của quân cách mạng Ả Rập. Địa phương duy trì là một cảng nhỏ cho đến năm 1975, khi chính phủ Ả Rập Xê Út quyết định đây là một trong hai trung tâm công nghiệp mới của quốc gia (vùng với Jubail ven vịnh Ba Tư). Các bước phát triển của chính phủ và tư nhân được tiến hành tại cảng và khu vực xung quanh, dựa trên ngành hoá dầu.
Thành phố được chia thành ba phần chính. Yanbu Al-Balad là phần phía bắc, hầu hết cư dân thành phố sống tại khu trung tâm của phần này. Hầu hết cư dân tại đây có xu hướng là những công dân thuộc tầng lớp hạ lưu và trung lưu của Ả Rập Xê Út. Yanbu Al-Nakhal là một khu vực riêng với khoảng 20 ngôi làng, cách trung tâm thành phố 45 km, và có hầu hết nông trại của thành phố. Yanbu Al-Sina'iya nằm ở phía nam, là đô thị công nghiệp được thành lập vào năm 1975 nhằm xây dựng một thành phố hiện đại. Yanbu Al-Sina'iya chia thành hai bộ phận, khu công nghiệp ở phía nam và khu nhà ở nằm ngay ở phía bắc.
Yanbu là một cảng đầu cuối vận chuyển dầu mỏ quan trọng, và có ba nhà máy lọc dầu, một nhà máy chất dẻo và một số nhà máy hoá dầu khác. Đây là cảng lớn thứ nhì toàn quốc (sau Jeddah) và đóng vai trò là cảng chính cho thành phố linh thiêng Medina cách đó 160 km về phía đông. Bến cảng tự nhiên của thành phố được các rạn san hô rộng lớn che chắn từ hai phía. Các rạn san hô này phần lớn vẫn chưa bị tác động, do vậy là một nơi lý tưởng để lặn biển. Ba đường ống dẫn dầu cỡ lớn chuyển dầu từ các mỏ tại miền đông qua hoang mạc Ả Rập đến cảng đầu cuối tại Yanbu.
Sân bay Yanbu là một sân bay quốc tế được nâng cấp vào năm 2009. Nó chỉ có các chuyến bay đến Dammam, Jeddah và Riyadh tại Ả Rập Xê Út. 
Ngoài ra, sân bay còn có các chuyến bay đến Alexandria và Cairo tại Ai Cập, Doha  tại Qatar, Istanbul tại Thổ Nhĩ Kỳ, và Dubai cùng Sharjah tại Các Tiểu vương quốc Ả Rập Thống nhất. Toàn bộ các điểm đến quốc tế đều do các hãng hàng không ngoại quốc khai thác; các hãng hàng không quốc nội Saudia và Flynas chỉ có các chuyến bay trong nước. Một tuyến xa lộ đi qua Yanbu, nối thành phố với Jeddah tại phía nam và với các phần phía bắc của vương quốc, cũng như đến các quốc gia lân cận như Syria, Jordan.
| Dữ liệu khí hậu của Yanbu'al Bahr       | Dữ liệu khí hậu của Yanbu'al Bahr | Dữ liệu khí hậu của Yanbu'al Bahr | Dữ liệu khí hậu của Yanbu'al Bahr | Dữ liệu khí hậu của Yanbu'al Bahr | Dữ liệu khí hậu của Yanbu'al Bahr | Dữ liệu khí hậu của Yanbu'al Bahr | Dữ liệu khí hậu của Yanbu'al Bahr | Dữ liệu khí hậu của Yanbu'al Bahr | Dữ liệu khí hậu của Yanbu'al Bahr | Dữ liệu khí hậu của Yanbu'al Bahr | Dữ liệu khí hậu của Yanbu'al Bahr | Dữ liệu khí hậu của Yanbu'al Bahr | Dữ liệu khí hậu của Yanbu'al Bahr |
| Tháng                                   | 1                                 | 2                                 | 3                                 | 4                                 | 5                                 | 6                                 | 7                                 | 8                                 | 9                                 | 10                                | 11                                | 12                                | Năm                               |
| --------------------------------------- | --------------------------------- | --------------------------------- | --------------------------------- | --------------------------------- | --------------------------------- | --------------------------------- | --------------------------------- | --------------------------------- | --------------------------------- | --------------------------------- | --------------------------------- | --------------------------------- | --------------------------------- |
| Cao kỉ lục °C (°F)                      | 38 (100)                          | 37.3 (99.1)                       | 40.0 (104.0)                      | 43.6 (110.5)                      | 49.0 (120.2)                      | 49.5 (121.1)                      | 51.0 (123.8)                      | 49.3 (120.7)                      | 49.0 (120.2)                      | 47.4 (117.3)                      | 44.7 (112.5)                      | 42.0 (107.6)                      | 51.0 (123.8)                      |
| Trung bình ngày tối đa °C (°F)          | 27.7 (81.9)                       | 28.4 (83.1)                       | 31.2 (88.2)                       | 34.7 (94.5)                       | 38.2 (100.8)                      | 40.1 (104.2)                      | 40.1 (104.2)                      | 40.4 (104.7)                      | 39.9 (103.8)                      | 37.0 (98.6)                       | 33.3 (91.9)                       | 29.6 (85.3)                       | 35.1 (95.2)                       |
| Trung bình ngày °C (°F)                 | 20.7 (69.3)                       | 21.4 (70.5)                       | 24.0 (75.2)                       | 27.6 (81.7)                       | 30.7 (87.3)                       | 32.3 (90.1)                       | 32.9 (91.2)                       | 33.4 (92.1)                       | 32.4 (90.3)                       | 29.9 (85.8)                       | 26.2 (79.2)                       | 22.5 (72.5)                       | 27.8 (82.0)                       |
| Tối thiểu trung bình ngày °C (°F)       | 14.2 (57.6)                       | 14.7 (58.5)                       | 17.0 (62.6)                       | 20.7 (69.3)                       | 23.8 (74.8)                       | 25.1 (77.2)                       | 26.4 (79.5)                       | 27.3 (81.1)                       | 26.1 (79.0)                       | 23.6 (74.5)                       | 19.9 (67.8)                       | 16.1 (61.0)                       | 21.2 (70.2)                       |
| Thấp kỉ lục °C (°F)                     | 4.7 (40.5)                        | 6.5 (43.7)                        | 8.7 (47.7)                        | 11.5 (52.7)                       | 15.6 (60.1)                       | 18.0 (64.4)                       | 21.3 (70.3)                       | 20.4 (68.7)                       | 19.0 (66.2)                       | 14.3 (57.7)                       | 12.0 (53.6)                       | 7.8 (46.0)                        | 4.7 (40.5)                        |
| Lượng Giáng thủy trung bình mm (inches) | 6.4 (0.25)                        | 1.0 (0.04)                        | 1.4 (0.06)                        | 0.4 (0.02)                        | 0.7 (0.03)                        | 0.0 (0.0)                         | 0.0 (0.0)                         | 0.0 (0.0)                         | 0.1 (0.00)                        | 4.1 (0.16)                        | 7.4 (0.29)                        | 11.5 (0.45)                       | 33.0 (1.30)                       |
| Số ngày giáng thủy trung bình           | 1.4                               | 0.6                               | 0.9                               | 0.6                               | 0.3                               | 0.0                               | 0.0                               | 0.2                               | 0.1                               | 0.6                               | 1.9                               | 1.1                               | 7.7                               |
| Độ ẩm tương đối trung bình (%)          | 54                                | 53                                | 51                                | 49                                | 47                                | 50                                | 54                                | 54                                | 55                                | 58                                | 57                                | 56                                | 53                                |
| Nguồn: Trung tâm Khí hậu Khu vực Jeddah |                                   |                                   |                                   |                                   |                                   |                                   |                                   |                                   |                                   |                                   |                                   |                                   |                                   |